# 서프라이즈 (웹사이트)
서프라이즈(seoprise)는 대한민국의 인터넷 정치 토론 사이트로 여야는 물론 개인사이트를 총괄해서 가작 독보적인 정치 토론 사이트이다. 
16대 대통령선거를 앞둔 2002년 10월, 당시 국민일보의 정치부장이었던 서영석 기자의 미니홈피인 '노변정담'을 베이스로 만들어졌다.
당시 노무현 새천년민주당 대통령후보를 지지하는 김동렬, 공희준, 최용식 등의 논객이 활동했고, 노무현 후보가 대통령에 당선된 뒤 인터넷신문인 데일리서프라이즈, 주간지인 월간 온오프, 인터넷 방송국 라디오21 등의 자매사이트를 오픈하는 등 전성기를 맞았고, 2011년 주식회사 라디오21이 인수했으며, 지금까지 여전히 개혁네티즌들과 친DJ-친노-친문들의 인터넷 Pool이 되고 있다.

## 논란
이명박정부와 박근혜정부 하에 종북 논란이 있지만 2018년 현재 건강한 토론과 정보의 장으로 성장하고 있다.

## 주요 방
- 노짱 토론방
- 국제, 군사방

## 같이 보기
- 라디오21
- 박봉팔닷컴